# كولن روبرتس
كولن روبرتس (بالإنجليزية: Colin Roberts)‏ (16 سبتمبر 1933 بإنجلترا في المملكة المتحدة - ) هو لاعب كرة قدم بريطاني في مركز نصف الجناح. لعب مع برادفورد سيتي وفريكلي أثلتيك ‏ ونادي برادفورد بارك أفنيو.